# Gauliga Hessen
Gauliga Hessen byla jedna z mnoha skupin Gauligy, nejvyšší fotbalové soutěže na území Německa v letech 1933 – 1945. Gauliga byla vytvořena v roce 1933 na popud nacistického vedení. Pořádala se na území Hesenska. Vítězové jednotlivých skupin Gauligy postupovali do celostátní soutěže, která trvala necelý měsíc, v níž se kluby utkávaly vyřazovacím způsobem.
Zanikla v roce 1941 rozdělením na Gauliga Kurhessen a Gauliga Hessen-Nassau.

## Nejlepší kluby v historii - podle počtu titulů
Zdroj: 
| Vítězové nejvyšší ligové soutěže |        |                  |
| Klub                             | Tituly | Vítězné ročníky  |
| 1. FC Hanau 93                   | 3      | 1935, 1936, 1938 |
| CSC 03 Kassel                    | 2      | 1939, 1940       |
| 1. SV Borussia 04 Fulda          | 2      | 1934, 1941       |
| SV 06 Kassel-Rothenditmold       | 1      | 1937             |

## Vítězové jednotlivých ročníků
Zdroj: 
| Gauliga Hessen (1933 – 1941) |                                |                                 |                 |
| Ročník                       | Vítěz Gauligy                  | Umístění v německém mistrovství | Německý mistr   |
| 1933 – 1934                  | 1. SV Borussia 04 Fulda (1)    | Skupina D (3. místo)            | FC Schalke 04   |
| 1934 – 1935                  | 1. FC Hanau 93 (1)             | Skupina D (3. místo)            | FC Schalke 04   |
| 1935 – 1936                  | 1. FC Hanau 93 (2)             | Skupina D (2. místo)            | 1. FC Norimberk |
| 1936 – 1937                  | SV 06 Kassel-Rothenditmold (1) | Skupina C (4. místo)            | FC Schalke 04   |
| 1937 – 1938                  | 1. FC Hanau 93 (3)             | Skupina D (4. místo)            | Hannover 96     |
| 1938 – 1939                  | CSC 03 Kassel (1)              | Skupina 4 (4. místo)            | FC Schalke 04   |
| 1939 – 1940                  | CSC 03 Kassel (2)              | Skupina 3 (4. místo)            | FC Schalke 04   |
| 1940 – 1941                  | 1. SV Borussia 04 Fulda (2)    | Skupina 2b (3. místo)           | SK Rapid Wien   |